# Alta Ribagorça
Alta Ribagorça (hiszp. Alta Ribagorza) – comarca (powiat) w prowincji Lleida, w Katalonii, w Hiszpanii. Stolicą i głównym miastem jest Pont de Suert. Comarca liczy 3477 mieszkańców i ma powierzchnię 426,8 km².
Alta Ribagorça położona jest na terenach górzystych w południowej części Pirenejów – najwyższy szczyt to Comaloforno (Besiberri) – 3030 m n.p.m. Na terenie comarki zlokalizowanych jest ponad 40 górskich jezior.
Terytorium, wraz z sąsiadującą comarką Ribagorza (w Aragonii) wchodziło w skład średniowiecznego Hrabstwa Ribagorça w Pirenejach.

## Gminy
W skład comarki Alta Ribagorça wchodzą trzy gminy. Są to:
- La Vall de Boí – 1062, znana m.in. z dziewięciu kościołów romańskich
- El Pont de Suert – 2725
- Vilaller – 644